# 豊栄町
豊栄町（とよさかちょう）は、広島県の中央部にあった町。賀茂郡に属した。現在は東広島市の一地区となっている。
豊栄町は広島県のほぼ中央部に位置し、南隣の賀茂郡福富町と広袤（こうぼう）面における広島県の中心を争っていたこともあった。現在もへそに見立てた生卵を中心に各種具材をのせた丼飯「広島へそ丼」を、ご当地B級グルメとして提供している。

## 歴史
1972年には賀茂郡のうちの西条・志和・高屋・八本松・福富各町との対等合併による市制移行が論議されたことがあるが、程なくして地理的事情を理由に豊栄・福富両町は対象から外された（東広島市編『10年のあゆみ』による）。
2005年2月7日に賀茂郡黒瀬・河内・福富各町及び豊田郡安芸津町とともに東広島市に編入されたことに伴い、東広島市豊栄町となる。

### 沿革
- 1889年4月1日 市町村制施行。豊栄町域には当時世羅郡に属していた上田・吉川両村、豊田郡に属していた川源（かわもと）・乃美両村が存在した。
- 1896年11月7日 世羅郡上田村が世羅郡上山村に改称する。
- 1944年1月1日 豊田郡川源・乃美両村が対等合併して豊田郡豊栄村が成立する。
- 1949年4月1日 豊田郡豊栄村が町制施行して豊田郡豊栄町が成立する。
- 1955年3月31日 世羅郡上山村のうちの飯田地区の一部と世羅郡吉川村のうちの吉原地区の一部を編入する。

※世羅郡上山村の残部はこの日双三郡三和町（現：三次市）に移行した。

※世羅郡吉川村の残部はこの日世羅郡世羅西町（現：世羅町）に移行した。
- 1956年4月1日 賀茂・豊田両郡の所属町村変更により賀茂郡豊栄町になる。
- 1971年8月1日 乃美地区の一部を賀茂郡福富町に割譲し、賀茂郡福富町久芳（くば）地区の一部を編入する。
- 1988年9月1日 能良地区の一部を賀茂郡福富町に割譲し、賀茂郡福富町久芳地区の一部と高田郡向原町坂地区（現：安芸高田市向原町坂地区）の一部を編入する。
- 2005年2月7日 賀茂郡黒瀬・河内・福富各町及び豊田郡安芸津町とともに東広島市に編入されて消滅する。

## 歴代町長
平成12年7月 - 平成17年2月（東広島市との合併により失職） 家森建昭

## 地理

### 河川
- 椋梨川…沼田川（ぬたがわ）支流

### 山
- 天神嶽（757.5m）
- 板鍋山（757.2m）
- 高平山（498.2m）

## 大字（2005年2月6日当時のデータ）
- 安宿（あすか）
- 飯田（いいだ）
- 鍛冶屋（かじや）
- 清武（きよたけ）
- 能良（のうら）
- 乃美（のみ）
- 別府（べふ）
- 吉原（よしわら）

## 交通（2005年2月6日当時のデータ）

### 鉄道
- 町内には全く通っていない。最寄り駅は、JR山陽本線入野駅やJR芸備線向原駅など。

### 道路

#### 国道
- 国道375号
- 国道486号

#### 主要地方道
- 広島県道28号吉舎豊栄線
- 広島県道29号吉田豊栄線
- 広島県道60号大和福富線

#### 一般県道
- 広島県道161号三和大和線
- 広島県道341号吉原清武線
- 広島県道342号別府河内線
- 広島県道347号河戸豊栄線

## 教育（2005年2月6日当時のデータ）

### 小学校
- 豊栄町立豊栄小学校…1993 - 1995年に町内の小学校の統合が推進され、1校体制になった。

### 中学校
- 豊栄町立豊栄中学校

### 高等学校
- 広島県立賀茂北高等学校

## 出身・ゆかりのある人物
- 中川俊思（政治家、衆議院議員） - 墓所が豊栄町安宿[2]。元衆議院議員中川秀直の義父。元衆議院議員中川俊直の祖父。